# Pusztaederics
Pusztaederics è un comune dell'Ungheria di 202 abitanti (dati 2001). È situato nella contea di Zala.